# Länsrätten i Norrbottens län
Länsrätten i Norrbottens län var en av Sveriges länsrätter. Dess domkrets omfattade Norrbottens län. Kansliort var Luleå. Länsrätten i Norrbottens län låg under Kammarrätten i Sundsvall.
Länsrätten i Norrbottens län är från den 15 februari 2010 förvaltningsrätt under namnet Förvaltningsrätten i Luleå.

## Domkrets
Eftersom Länsrättens i Norrbottens län domkrets bestod av Norrbottens län, omfattade den Arjeplogs, Arvidsjaurs, Bodens, Gällivare, Haparanda, Jokkmokks, Kalix, Kiruna, Luleå, Pajala, Piteå, Älvsbyns, Överkalix och Övertorneå kommuner. Beslut av kommunala myndigheter i dessa kommuner överklagades därför som regel till Länsrätten i Norrbottens län. Mål om offentlighet och sekretess överklagades dock direkt till Kammarrätten i Sundsvall.

## Centrala statliga myndigheter vars beslut överklagades till Länsrätten i Norrbottens län
Det finns inga stora, statliga myndigheter med säte i Norrbottens län.
Enligt 21 § lagen (1989:41) om finansiering av radio och TV i allmänhetens tjänst överklagas beslut av Radiotjänst i Kiruna om TV-avgift till allmän förvaltningsdomstol, vilket tidigare var Länsrätten i Norrbottens län.